# Mario Varela
Mario Alberto Varela Cardozo (Coronel Oviedo, 18 de marzo de 1978) es un abogado, docente y político paraguayo. Desde 2023 es senador nacional, por el Partido Colorado.
Anteriormente fue gobernador de Caaguazú, diputado nacional por dicho departamento y ministro de Desarrollo Social, durante el gobierno de Mario Abdo Benítez.

## Biografía

### Vida personal y familiar
Nació el 18 de marzo de 1978 en Coronel Oviedo, departamento de Caaguazú.
Está casado con Fátima Liz Iglesias Arzamendia, con quien tiene tres hijos: José Manuel, Jacquelin Isabel y Juan Sebastián.

## Trayectoria política
En 2013 fue electo gobernador de Caaguazú. Desempeñó dicho cargo desde el 15 de agosto de ese año hasta el 18 de enero de 2018, cuando renunció para candidatarse a la Cámara de Diputados.
En 2018 fue electo diputado nacional por Caaguazú, cargo al que renunció poco después, para asumir como ministro de Desarrollo Social, designado por el presidente Mario Abdo Benítez. Fue la primera persona en ocupar este cargo, pues el ministerio recién había sido creado, a partir de la Secretaría de Acción Social.
En enero de 2023 renunció a su cargo de ministro para candidatarse al Senado. Durante este tiempo volvió a asumir su escaño en la Cámara de Diputados. Fue sucedido en el ministerio por Cayo Cáceres.
En 2023 fue electo senador, asumiendo el cargo el 30 de junio de ese año.